# Erecticornia longovipositoris
Erecticornia longovipositoris är en insektsart som beskrevs av Yuan och Tian. Erecticornia longovipositoris ingår i släktet Erecticornia och familjen hornstritar. Inga underarter finns listade i Catalogue of Life.